# Associazione Calcio Ancona 2004-2005
Questa pagina raccoglie le informazioni riguardanti la nuova Associazione Calcio Ancona nelle competizioni ufficiali della stagione 2004-2005.